# Fontenoy-i csata (1745)
Az 1745. május 11-én megvívott fontenoy-i csata az osztrák örökösödési háború egyik csatája volt, melyet a brit, hannoveri, osztrák és holland csapatok vívtak a franciákkal, és az utóbbiak győzelmével végződött.

## Előzmények

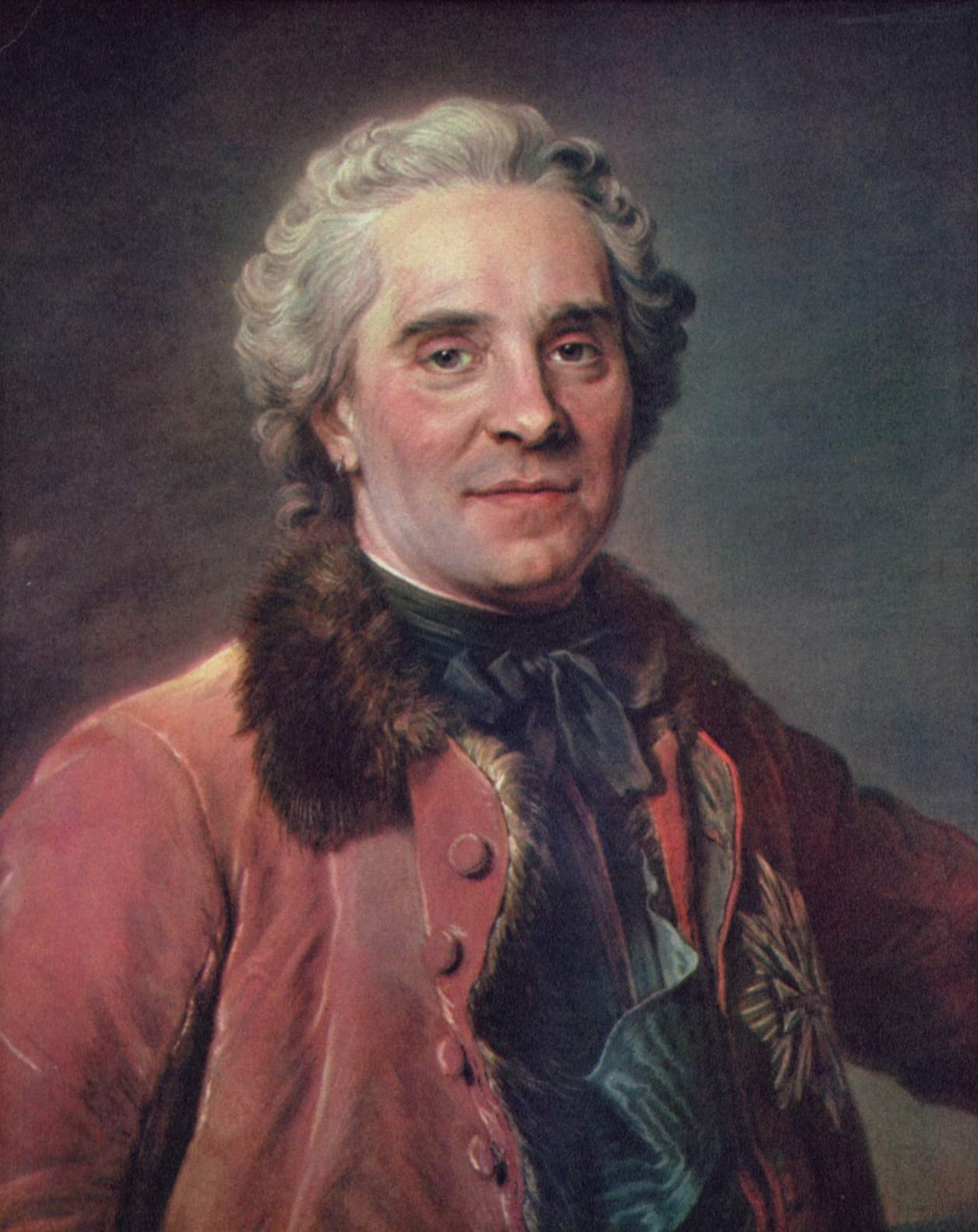
Szász Móric Maurice Quentin de la Tour portréján

Az 1745. év elején Szász Móric, Erős Ágost fia, 95 000 fős (69 000 gyalogosból és 25 600 lovasból álló) francia sereg élén Osztrák-Németalföld meghódítására vállalkozott. Első lépésként a flandriai Tournai-t, a Schelde nyugati partján lévő fontos erődítményt szándékozott meghódítani, hogy utána Oudenarde és Gent megszerzésével az angolokat leválassza a szövetség többi tagjától. Seregének felvonultatása során sikeresen azt a látszatot keltette ellenfeleiben, hogy Mons ellen készülődik. A franciák április 30-án kezdtek hozzá a sáncok ásásának a 8000 védővel rendelkező erőd körül.
A szövetséges haderő számára csak április 28-án vált világossá, hogy a franciák valódi célja Tournai bevétele. Brüsszelnél összevont szövetséges haderővel annak főparancsnoka, Cumberland hercege az ostromlottak felmentésére indult.
Az ostrom előkészítését Móric a dán származású Ulrich von Löwendalra bízta 21 550 katonát hagyva hátra erre a célra, ő maga pedig a közeledő szövetséges haderőre fordította figyelmét és számára kedvező terepet keresett az összecsapáshoz. Serege nagyobb részével erős védelmi állást vett fel a Tournai-tól 9 km-re délkeletre lévő dombokon Antoing és Fontenoy falvak (az utóbbi ma Antoing város része), és egy erdőszélen álló sáncerőd között, melyet Redoute D’Eu névvel illettek. Ezek az állások egy olyan háromszöget képeztek, melynek a csúcsa az ellenség irányába nézett.

## A szemben álló erők
A szövetséges haderő 52 gyalogzászlóaljból és 85 lovasszázadból állt. Az összesen 53 000-re tehető katonából 22 000 holland, 21 000 brit, 8000 hannoveri és 2000 osztrák volt. A tüzérségük 80-105 ágyúból állt.
A francia haderő körülbelül 48 000 katonájából 32 000 volt a gyalogos (55 zászlóalj) és 14 000 a lovas (101 lovasszázad) valamint 90-110 ágyúval rendelkeztek, melyből 86 volt kisméretűnek számító négyfontos ágyú volt.

## A csata lefolyása
A szövetséges haderő május 10-én érte el a franciák állásait és másnap hajnali két órára csatarendbe álltak. A britek és a hannoveriek a jobbszárnyon, a hollandok és a kis – főleg lovasságból álló - osztrák kontingens a balszárnyon állt fel. A csata kezdetekor 40-50 ágyú tűz alá vette a franciákat, de kevés kárt okoztak nekik, mivel azok fedezéket találtak jól kiépített állásaikban illetve az erdőkben. A francia tüzérség is viszonozta a tüzet és három órán át folyt a kölcsönös bombázás.
A szövetségesek előbb a két szárnyon próbálkoztak, de a balszárnyon támadó holland alakulatok hamar elakadtak és meghátráltak. A jobb szárnyon Richard Ingolsby dandártábornok Cumberland többszöri parancsa ellenére sem támadta meg a Redoute D’Eu-t a hiányos felderítésre hivatkozva és ezért a közben középen is megindított támadás erős oldalazó tűznek lett kitéve. Cumberland ugyanis a szárnyát fenyegető nyilvánvaló veszélyről nem véve tudomást itt indított támadást. A bajokat súlyosbította, hogy Campbell tábornok, a brit lovasság parancsnoka az előrenyomuló gyalogság fedezésekor halálos sebesülést szerzett és mivel a tervekbe nem avatta be egyetlen alárendeltjét sem, a lovasság a gyalogság mögé húzódott vissza és így is maradt, míg a csata lényegében el nem dőlt.
A kettős oszlopba rendeződött brit és hannoveri ezredek 12-16 000 gyalogosa Fontenoy és a Redoute D’Eu közötti fennsíkon sikeresen áttörte a francia vonalakat, nagy kavarodást és veszteségeket okozva nekik. A középen indított támadással egy időben holland, skót és osztrák egységek sikertelenül próbálkoztak Fontenoy bevételével. Az összpontosított francia sortüzek meghátrálásra kényszerítették őket. A franciák ez után a középen támadó Cumberland csapataira összpontosíthattak. Az Redoute D’Eu-ból oldalazó ágyútüzet zúdítottak rájuk és szemből is lövették őket ágyúkkal, a szárnyaik ellen pedig gyalogsági és lovassági rohamokat intéztek, melyekkel végül sikerült ezt a támadást is visszaverni. Ebben nagy szerepet játszottak a francia szolgálatban álló ír brigád ezredei, akik a kelta "Cuimhnigidh ar Luimnech agus feall na Sassonach!" („Emlékezzetek Limerickre és a szász hitszegésre!”) kiáltással indultak rohamra. Francia oldalon ők szenvedték a legsúlyosabb veszteségeket (656 embert). A brit-hannoveri ezredek súlyos veszteségeket elszenvedve, de rendezetten vonultak vissza a kiindulási állásaikba.

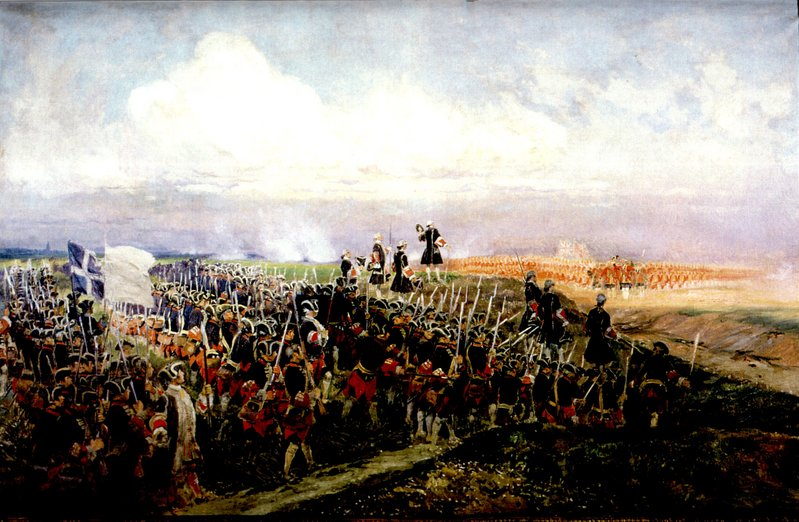
A francia és a brit gárda találkozása Edouard Detaille festményén

A csata után a szövetséges haderő visszavonult és átengedte a csatateret a franciáknak, akik nem vállalkoztak az üldözésükre. A britek, hollandok, hannoveriek és osztrákok 7500 vesztesége (halottakban és sebesültekben) valamelyest magasabb, mint a franciák 7300 fősre tett vesztesége.  A legnagyobb veszteség a briteket érte (4041 halott és sebesült). A szövetségesek veszítettek továbbá 3500 hadifoglyot is.
A csata egyik később ismertté vált résztvevője Jeffrey Amherst, aki itt John Ligonier adjutánsa volt. A brit gyalogságnak a csata során tanúsított fegyelmezettsége nagy tiszteletet keltett a franciákban és nagyban hozzájárult ahhoz, hogy a legjobbak közé sorolják Európában.

## Következmények
A Fontenoy-nál aratott győzelme lehetővé tette Szász Móricnak Tournai és további flandriai erődök (Gent, Oudenarde, Bruges és Dendermonde) bevételét az év folyamán. A szövetséges haderő közben annyira meggyengült, hogy Cumberland hercege az ezredei többségét visszavonta Nagy-Britanniába, ahol az 1745-ös skót jakobita felkeléssel kellett megküzdeniük, mely az itt elszenvedett brit vereség egyik következménye volt. Ekkor Móric elfoglalta Oostende és Nieuwpoort kikötőit is és a németalföldi sikerei révén nemzeti hőssé vált Franciaországban.
Napóleon később azt mondta erről a csatáról, hogy harminc évvel hosszabbította meg az Ancien Régime-et Franciaországban.

## Emlékezete
- Robert Louis Stevenson Kincses sziget című regényének egyik szereplője, Livesey doktor részt vett a fontenoy-i csatában a könyv cselekménye előtt pár évvel és az erre való utalás a könyvben többször is előfordul.
- Denis Diderot Jakab a fatalista című művének főszereplője súlyosan megsebesült a térdén Fontenoy-nál. Ennek a sérülésnek a révén ismerkedett meg azzal a nővel, akibe beleszeretett.
- A fontenoy-i csata Liam Mac Cóil díjnyertes ír novellájának, a Fontenoy-nak a központi eseménye (Leabhar Breac, 2005).

## Fordítás
- Ez a szócikk részben vagy egészben  a   Battle of Fontenoy című angol Wikipédia-szócikk ezen változatának fordításán alapul.  Az eredeti cikk szerkesztőit annak laptörténete sorolja fel. Ez a jelzés csupán a megfogalmazás eredetét és a szerzői jogokat jelzi, nem szolgál a cikkben szereplő információk forrásmegjelöléseként.
- Ez a szócikk részben vagy egészben  a   Schlacht bei Fontenoy című német Wikipédia-szócikk ezen változatának fordításán alapul.  Az eredeti cikk szerkesztőit annak laptörténete sorolja fel. Ez a jelzés csupán a megfogalmazás eredetét és a szerzői jogokat jelzi, nem szolgál a cikkben szereplő információk forrásmegjelöléseként.